# 재대만 한국인
재대만 한국인(在臺灣韓國人, 영어: Koreans in Taiwan) 또는 재대만 교민 혹은 단순히 대만한교(臺灣韓僑)는 대만일치시기가 끝난 1945년 이전에 대만으로 이주한 한민족을 말해왔으나, 현재는 그 이후에 온 뉴커머 한국인들도 모두 포함한다. 해외 한인중에 약 25번째 규모의 집단이다. 그 수는 3450명 정도이다.

## 역사
조선왕조실록에는 조선의 어부들이 난파하여 대만으로 표류했다는 기사 등이 보이는데, 그 수는 아주 미미한 수준이다. 대만은 일본의 첫 식민지이었으며, 조선이 일본 통치 아래 놓인 후에도 대만으로 이주한 한국인의 수는 거의 없었다.
1919년 3.1운동 이후 조선의 농촌 경제사정이 어려워지면서 대만으로 이주해 간 사람들이 생겨났는데, 대부분 지룽시등 어촌에 정착하여 어업에 종사하였다. 일제가 물러간 이후, 일본군의 조선출신 병사 1300명과 이주노동자등 2000명이 본국으로 송환되었고, 400-500명 정도가 대만에 잔류하였다. 대만을 영토로 편입한 중화민국 정부는 외국인의 대만거주자격조건을 엄격하게 하여, 전후복구에 유용한 기술인력들에게만 영주권을 허용하는 정책을 폈다.
1947년 대만한교협회가 설립되었다. 중화민국 정부가 토착어민 우대정책을 썼기 때문에 기존에 어업으로 생계를 유지하던 많은 사람들이 농업이나 상업으로 전업하였으며, 지룽 시를 떠나 타이베이시나 가오슝시 등 대도시 지역으로 이주하기 시작했다. 1961년 가오슝에 타이완 한국학교가 설립되었고, 이어 다음해에는 타이페이에 한국학교가 세워졌다. 2007년 현재 이들 학교에는 22~50명 가량의 학생이 다니고 있다.

## 같이 보기
- 조명하 - 대만한교 옆에 그의 동상이 있음.
- 유하나 - 한국의 배우이다
- 이형숙
- 대한민국-중화민국 관계
- 재외한인